# 佐藤勝彦 (画家)
佐藤 勝彦（さとう かつひこ、1940年3月7日 - 2017年3月13日）は、日本の画家・書家・陶芸家。

## 人物
旧関東州大連生まれ。奈良県在住していた。
画壇に属さない画家として、独特の仏教観に根ざした豪放な書画を描き続けている。富士山と仏像を好むほか、朱色を多用し紙に余白を残さない点が特徴。作品を手がけるだけでなく、陶磁器や骨董品の蒐集家としても知られている。

## 略歴
7歳で生家の岡山県賀陽町（現・吉備中央町）に引き揚げたのち岡山県立高梁高等学校を経て、1958年、鳥取大学学芸学部入学。1960年、重度の結核で入院するが快癒。以来プラス思考に転じる。
1963年、帝塚山学園小学部で教師となるも、1968年、中川一政の作品展に影響を受け創作活動を開始。1974年、辻村史朗に刺激され作陶も手がける。 1975年、季刊『銀花』第24号（文化出版局）の「佐藤勝彦現代仏道人生」特集号に挿入するため8万5千枚の肉筆画を描き話題となる。1986年、帝塚山学園退職。2003年、第79回箱根駅伝公式ポスターを制作した。
2017年3月13日　奈良県で77歳で逝去。

## 個展・業績ほか
- 1977年：森英恵第一回パリ・オートクチュール展にて衣装発表
- 1980年：NHK教育テレビ「現代の絵師たち」に出演
- 1984年：「カムイの剣」（角川映画）のタイトル作成、NHK教育テレビ「こころの時代」に出演
- 1986年：西ドイツ・リールおよびオルテンブルクで個展開催
- 1987年：小椋佳のCDパンフレットを描く
- 1991年：テレビ東京・テレビ大阪・KBS京都「美に生きる」に出演。静岡県大型観光キャンペーンポスター制作
- 1994年：NHK-BS「日本焼物紀行 私のコレクション」に出演
- 2002年：北島三郎の年賀ポスターおよびCDジャケットを描く。岡山県高梁市立歴史美術館で「佐藤勝彦特別展」開催
- 2003年：第79回東京箱根間往復大学駅伝競走公式ポスターを描く。フランス・パリで個展開催
- 2004年：フランス・パリで第二回個展開催

## 著書
- 『ありゃせんありゃせん』（文化出版局 1977年10月）
- 『こころの書』（文化出版局 1980年1月）
- 『佐藤勝彦の世界』（あすか書房 1981年8月）
- 『勝彦えんま帖』（あすか書房 1987年7月）
- 『勝彦やきもの曼陀羅』（あすか書房 1991年12月）
- 『不二讃々』（あすか書房 1993年7月）
- 『大丈夫ええようになる』（鈴木出版 1995年10月）
- 『佐藤勝彦作品集』（東方出版 2003年12月）ほか

## 縁戚
縁戚には全日空元社長の岡崎嘉平太、全日空ホテルズ（現・IHG ANA ホテルズ）元役員の佐藤光彦、時計ジャーナリストの広田雅将、映像ディレクターの佐藤充則などがいる。